# Grandidierella japonica
Grandidierella japonica is een vlokreeftensoort uit de familie van de Aoridae. De wetenschappelijke naam van de soort werd in 1938 voor het eerst geldig gepubliceerd door Stephensen.

## Verspreiding
Grandidierella japonica is een estuariene vlokreeft die u-vormige gangen bouwt in modderige bodems. Het is inheems in het noordwesten van de Stille Oceaan en komt van oorsprong voor in het zeegebied rond Japan, China en Rusland. Geïntroduceerde populaties zijn bekend van de westkust van Noord-Amerika, Australië, Verenigd Koninkrijk en Frankrijk. Op de meeste plaatsen heeft de soort zich gevestigd en uitgebreid. Het komt vaak voor in brakke estuaria, in fijne modder en soms in oesterbanken en aangroei. Het is een wijdverbreide en overvloedige indringer in Californië. In 2017 werd G. japonica in watermonsters uit het Noordzeekanaal aangetroffen.